# Mehr
Mehr es el séptimo mes del calendario persa, vigente en Irán y Afganistán. Tiene una duración de 30 días, de los que el primero suele coincidir con el 23 de septiembre del calendario gregoriano, si bien la intercalación de un día cada cuatro años provoca variaciones de uno o dos días a este respecto. El 1 de mehr de 1391, año kabisé (bisiesto) coincidió con el 22 de septiembre de 2012. Un año después, el 1 de mehr de 1392 coincidirá con el 23 de septiembre de 2013. Mehr es el primero de los tres meses de otoño. Lo precede shahrivar y lo sigue abán.
En Afganistán, mehr recibe el nombre árabe de mizán (میزان, Libra), término corriente también en la astrología tradicional del mundo islámico. Otros pueblos iranios que usan el calendario persa llaman este mes rezber (ڕەزبەر, en kurdo), hare (هره, en mazandaraní), tela (تله, en pastún), etc.
Efemérides que se computan respecto al calendario persa y ocurren en el mes de shahrivar son las antiguas fiestas persas de Mitrakana (میتراکانا, el día 1), Tirruz (تیرروز, día 13 del mes) y Mehregán (día 21), la mayor fiesta del calendario tras Noruz, en que se honra al yazata Mehr (Mitra) y se conmemora el triunfo de los héroes de la epopeya irania Kavé y Fereidún.